# Panchor Murai FC
Der Panchor Murai Football Club ist ein bruneiischer Fußballverein aus Brunei-Muara. Aktuell, Stand Juni 2025, spielt der Verein in höchsten Liga des Landes, der Brunei Super League.

## Geschichte
Der Verein wurde 2009 als MPK Panchor Murai gegründet und spielte in den unteren Ligen des Landes.

## Stadion
Seine Heimspiele trägt der Verein in verschiedenen Stadien des Distrikts aus.

## Saisonplatzierung
| Saison  | Liga                  | Liga  | Liga                                          | Liga                                          | Liga                                          | Liga                                          | Liga                                          | Liga                                          | Liga                                          | Pokal                                         | Pokal |
| Saison  | Liga                  | Level | Spiele                                        | S                                             | U                                             | N                                             | Tore                                          | Punkte                                        | Position                                      | Brunei FA Cup                                 |       |
| ------- | --------------------- | ----- | --------------------------------------------- | --------------------------------------------- | --------------------------------------------- | --------------------------------------------- | --------------------------------------------- | --------------------------------------------- | --------------------------------------------- | --------------------------------------------- | ----- |
| 2015    | Brunei Premier League | 2     | 10                                            | 5                                             | 3                                             | 2                                             | 29:18                                         | 18                                            | 4.                                            |                                               |       |
| 2016    | Brunei Premier League | 2     | 9                                             | 2                                             | 1                                             | 6                                             | 12:25                                         | 7                                             | 8.                                            | 3. Runde                                      |       |
| 2017/18 | Brunei Premier League | 2     | 7                                             | 1                                             | 2                                             | 4                                             | 10:17                                         | 5                                             | 8.                                            | 1. Runde                                      |       |
| 2018/19 | Brunei Premier League | 2     | 7                                             | 4                                             | 0                                             | 3                                             | 11:13                                         | 12                                            | 4.                                            | Achtelfinale                                  |       |
| 2020    | Brunei Super League   | 1     | Abbruch wegen der COVID-19-Pandemie in Brunei | Abbruch wegen der COVID-19-Pandemie in Brunei | Abbruch wegen der COVID-19-Pandemie in Brunei | Abbruch wegen der COVID-19-Pandemie in Brunei | Abbruch wegen der COVID-19-Pandemie in Brunei | Abbruch wegen der COVID-19-Pandemie in Brunei | Abbruch wegen der COVID-19-Pandemie in Brunei | Abbruch wegen der COVID-19-Pandemie in Brunei |       |
| 2021    | Brunei Super League   | 1     | Abbruch wegen der COVID-19-Pandemie in Brunei | Abbruch wegen der COVID-19-Pandemie in Brunei | Abbruch wegen der COVID-19-Pandemie in Brunei | Abbruch wegen der COVID-19-Pandemie in Brunei | Abbruch wegen der COVID-19-Pandemie in Brunei | Abbruch wegen der COVID-19-Pandemie in Brunei | Abbruch wegen der COVID-19-Pandemie in Brunei | Abbruch wegen der COVID-19-Pandemie in Brunei |       |
| 2022    | Brunei Super League   | 1     | Keine Austragung                              | Keine Austragung                              | Keine Austragung                              | Keine Austragung                              | Keine Austragung                              | Keine Austragung                              | Keine Austragung                              | Viertelfinale                                 |       |
| 2023    | Brunei Super League   | 1     | 16                                            | 3                                             | 1                                             | 12                                            | 14:56                                         | 10                                            | 12.                                           | Keine Austragung                              |       |
| 2024/25 | Brunei Super League   | 1     | 13                                            | 3                                             | 1                                             | 9                                             | 11:55                                         | 10                                            | 12.                                           | Gruppenphase                                  |       |